# Castello dei Martinengo
Il castello dei Martinengo e la relativa torre  si trovano sul territorio di Martinengo, comune alle porte di Bergamo. È conosciuta come castello la parte più antica della località che forma un piccolo borgo medioevale.

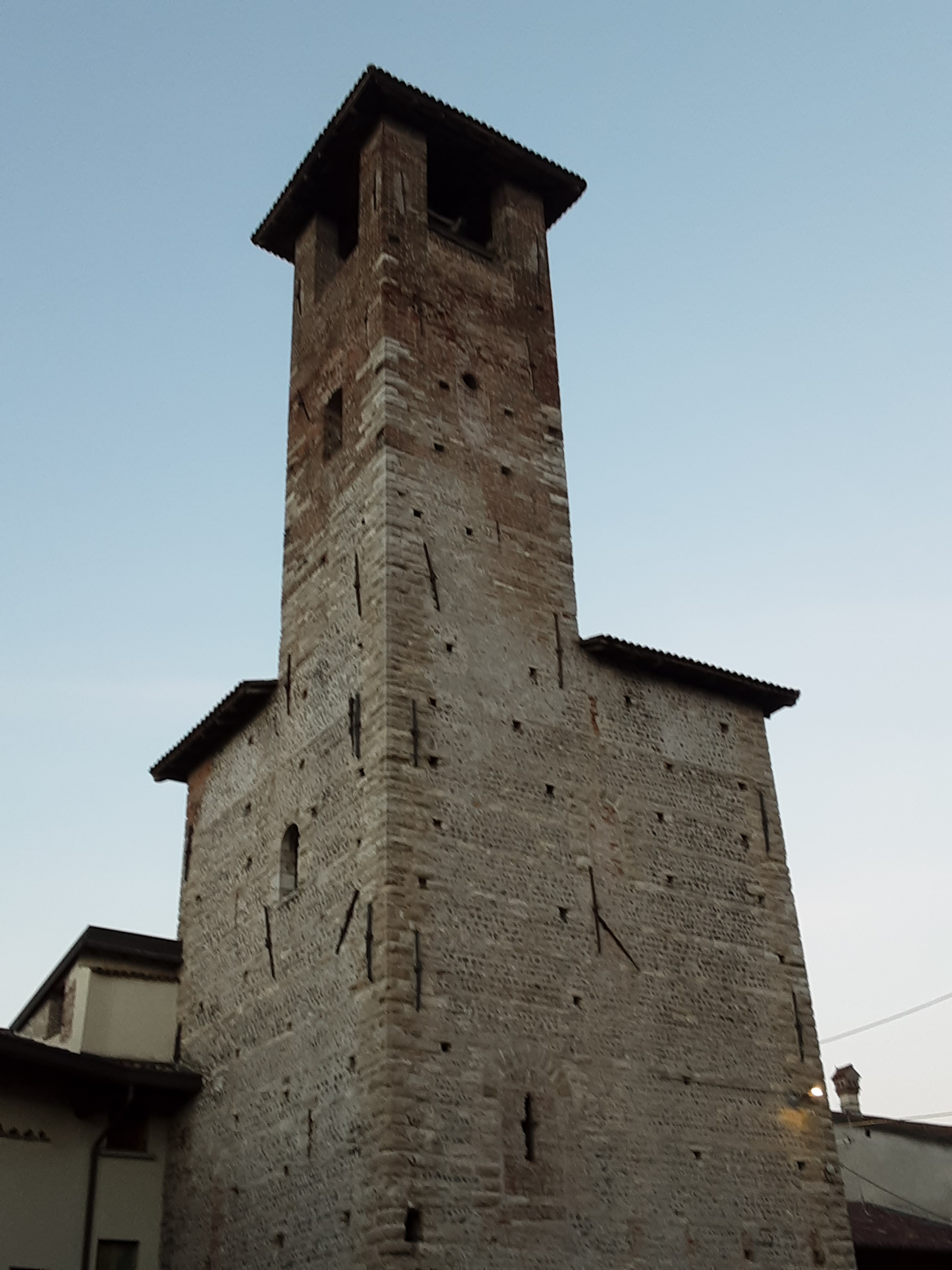
La torre vista d'angolo

## Storia
Le fonti non consentono di avere la certezza sulla datazione della sua edificazione avvenuta presumibilmente prima del primo millennio. Con la morte di Carlo Magno i territori lombardi, non avendo più nessuno che sapesse comandare, per questo si divisero in piccoli feudi, piccoli proprietari, i quali edificarono piccoli manieri a propria difesa. Furono quindi molti i castelli edificati nella bassa bergamasca. Non essendovi certezza sulla sua edificazione si sono fatte molte supposizioni: si potrebbe indicare che sia stato innalzato da Gisalberto I di Bergamo che poi ne fece dono alla famiglia Martinengo. Si potrebbe considerare anche l'ipotesi di un certo Leopoldo vissuto sul territorio intorno all'anno mille. 
Delle diverse versioni quella più attendibile fa considerate che sia stato edificato da un certo Tebaldo, il quale ricevette in premio per i suoi servizi militari dall'imperatore Ottone I alcuni territori della bassa bergamasca compreso quello della località Martinengo che fu edificato nel 935, e quindi corrispondente anche il castello.
L'edificio fu trasformato in civile abitazione dai conti Ghisalbertini-Martinengo, quando nell'XI secolo fino alla metà del secolo successivo, divennero proprietari essendo stati scacciati dei vescovi di Bergamo dalla città orobica. Questi innalzarono la torre trasformando l'edificio in fortezza. Volevano proteggere il territorio della bassa bergamasca. Diventando Martinengo un libero comune, la famiglia fu allontanata. Nel 1428 il territorio fu occupato dalla Repubblica di Venezia e il castello, fino al 1797 con l'invasione napoleonica, divenne sede del podestà e dell'amministrazione cittadina.

## Descrizione
Il fabbricato si compone di due parti: quella del castello con un basamento in conci di arenaria chiara a corsi regolari mentre la parte superiore presente una muratura in ciottolo di fiume a spina di pesce intervallati da corsi di pietra.
La torre, a pianta rettangolare, di fattura quattrocentesca, ha un basamento molto largo della misura di oltre un metro, raggiunge una altezza di 35 metri è in ciottoli di fiume
Dall'altezza dei 16 metri si restringe. Il suo interno è completamente vuoto. Vi si accede nel vano interrato voltato e in mattoni dalla forma ovoidale, da due piccole aperture poste su altezze differenti. La torre è sorretta da un pilastro di grandi dimensioni posto al centro.
L'edificio presenta più chiavi di contenimento che leghino i muri strutturali.